# Lê Hữu Trí
Lê Hữu Trí (sinh ngày 13 tháng 2 năm 1968) là Đại biểu Quốc hội nước Cộng hòa xã hội chủ nghĩa Việt Nam. Ông hiện là Tỉnh ủy viên, Phó Trưởng Đoàn Đại biểu Quốc hội chuyên trách tỉnh Khánh Hòa, Ủy viên Ủy ban Tài chính – Ngân sách của Quốc hội, Đại biểu Quốc hội khóa XV từ Khánh Hòa. Ông từng là Chánh Thanh tra tỉnh Khánh Hòa; Chủ tịch Ủy ban nhân dân huyện Vạn Ninh, Khánh Hòa.
Lê Hữu Trí là đảng viên Đảng Cộng sản Việt Nam, học vị Cử nhân Hành chính, Thạc sĩ Kinh tế, Cao cấp lý luận chính trị. Ông có sự nghiệp đều công tác ở quê nhà Khánh Hòa.

## Xuất thân và giáo dục
Lê Hữu Trí sinh ngày 13 tháng 2 năm 1968, quê quán ở phường Ninh Hải, thị xã Ninh Hòa, tỉnh Khánh Hòa. Ông lớn lên và tốt nghiệp phổ thông ở Ninh Hòa, theo học đại học ở Thành phố Hồ Chí Minh và tốt nghiệp Cử nhân Hành chính, tiếp tục học cao học và nhận bằng Thạc sĩ Kinh tế. Ông được kết nạp Đảng Cộng sản Việt Nam vào ngày 19 tháng 5 năm 1988, trở thành đảng viên chính thức sau đó 1 năm, từng theo học các khóa chính trị ở Học viện Chính trị Quốc gia Hồ Chí Minh và tốt nghiệp Cao cấp lý luận chính trị.

## Sự nghiệp
Tháng 8 năm 1989, Lê Hữu Trí bắt đầu công tác tại Phòng Cảnh sát kỹ thuật hình sự của Công an tỉnh Khánh Hòa. Ông làm vị ở đây được 2 năm cho đến tháng 11 năm 1991 thì được điều về Thanh tra tỉnh Khánh Hòa, được bổ nhiệm làm Thanh tra viên. Vào tháng 5 năm 2002, ông được phân công làm Phó Bí thư Chi bộ, Trưởng Phòng Tổng hợp, Thư ký Ban Cán sự đảng Ủy ban nhân dân tỉnh Khánh Hòa, và là Thư ký Chủ tịch Ủy ban nhân dân tỉnh Khánh Hòa Võ Lâm Phi. Đến tháng 10 năm 2009, ông trở lại Thanh tra tỉnh, nhậm chức Chi ủy viên Chi bộ, Phó Chánh Thanh tra tỉnh, đồng thời là Chủ tịch Công đoàn cơ sở Thanh tra tỉnh Khánh Hòa. Tháng 4 năm 2012, ông được điều về huyện Vạn Ninh, nhậm chức Phó Bí thư Huyện ủy, Chủ tịch Ủy ban nhân dân huyện Vạn Ninh, rồi được bầu vào Ban Chấp hành Đảng bộ tỉnh Khánh Hòa tại Đại hội Đảng bộ tỉnh lần thứ XVII, nhiệm kỳ 2015–2020 vào tháng 9 năm 2015, đồng thời được điều lên tỉnh làm Phó Chánh Thanh tra tỉnh, Ủy viên Ủy ban Kiểm tra Tỉnh ủy Khánh Hòa.
Tháng 3 năm 2016, Lê Hữu Trí được bổ nhiệm làm Chánh Thanh tra tỉnh Khánh Hòa, đồng thời được bầu làm Bí thư Đảng bộ Thanh tra tỉnh từ tháng 8 năm 2019, rồi tái đắc cử Tỉnh ủy viên tại Đại hội Đảng bộ tỉnh lần thứ XVIII, nhiệm kỳ 2020–2025 vào tháng 10 năm 2020. Năm 2021, với sự giới thiệu của Ủy ban Mặt trận Tổ quốc Việt Nam tỉnh, ông tham gia ứng cử đại biểu Quốc hội từ Khánh Hòa, thuộc đơn vị bầu cử số 3 gồm thành phố Cam Ranh, huyện Khánh Vĩnh, Diên Khánh, Cam Lâm, Khánh Sơn, Trường Sa, rồi trúng cử Đại biểu Quốc hội khóa XV với tỷ lệ 70,72%. Ngày 23 tháng 7 năm 2021, ông được phê chuẩn làm Ủy viên Ủy ban Tài chính – Ngân sách của Quốc hội, Phó Trưởng Đoàn Đại biểu Quốc hội chuyên trách tỉnh Khánh Hòa.